# Замок кохання
«Замок кохання» — навісний замок, який символічно втілює почуття закоханих і молодят одне до одного і виступає запорукою їх вірності. «Замки кохання» вивішують на мостах, ліхтарях тощо. Вони бувають маленькі і великі, з іменами або без імен, різної форми й конструкцій.

## Мости кохання
Прийнято вважати, що традиція прийшла з Флоренції, де юнаки та дівчата стали вішати замки на пам'ятник скульптору Бенвенуто Челліні на знаменитому мосту Понте Веккіо, а ключики викидати в річку Арно. У Римі обряд поширився завдяки його згадці в двох романах Федеріко Моччіа, «Три метри над небом» (1992) і «Я тебе хочу» (2006). Спочатку замки приковували до ліхтарного стовпа на Мульвіївому мості, однак під їхньою вагою в квітні 2007 року стовп обвалився. У Флоренції, де з одного моста на рік знімали до 400 кілограмів заліза, мер міста Леонардо Доменічі за розвішування «замків любові» ввів штраф у розмірі 50 євро. У 2014 році в Парижі під вагою замків кохання обрушилася частина парапету мосту Мистецтв.

## Галерея

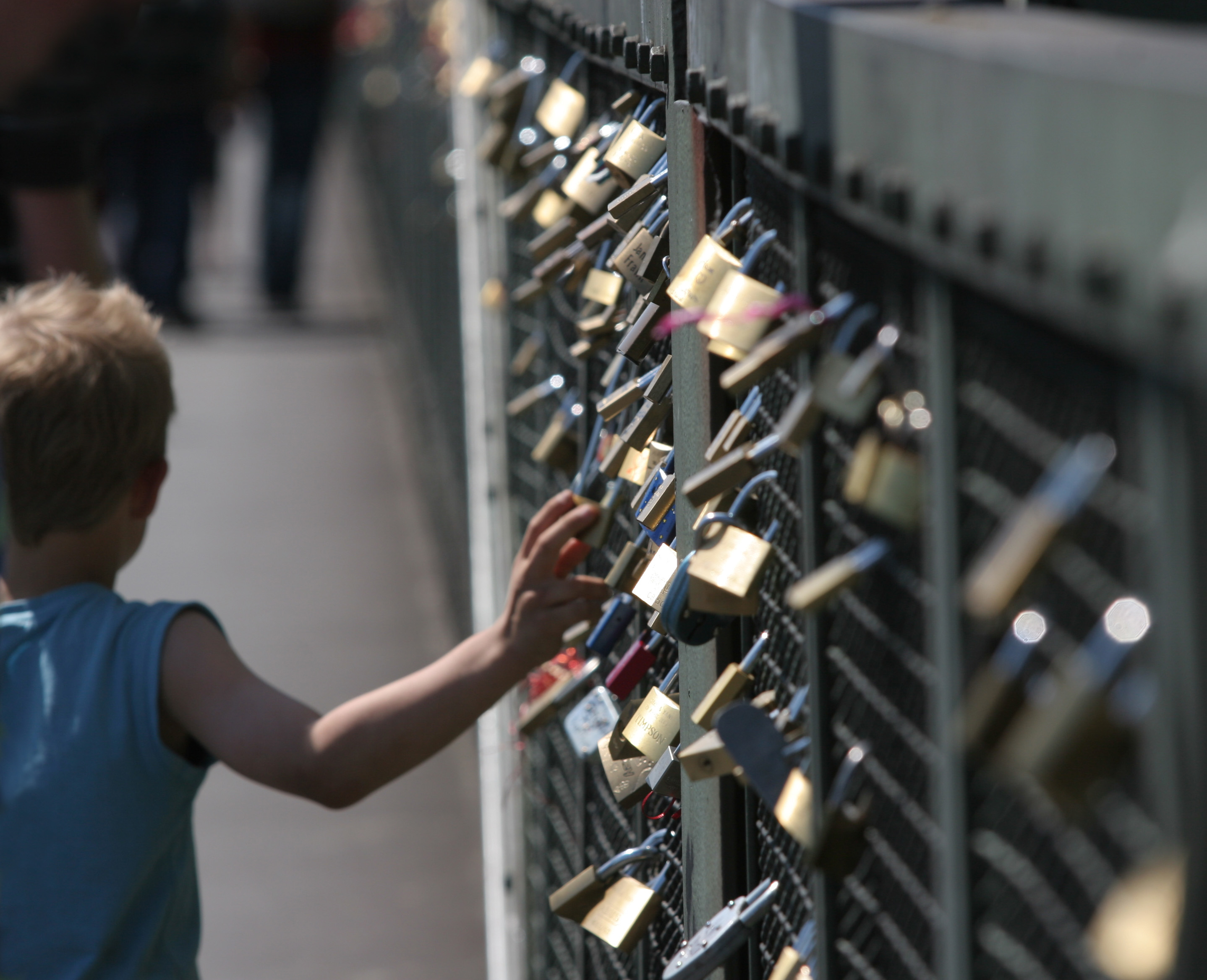
Замки кохання в Кельні
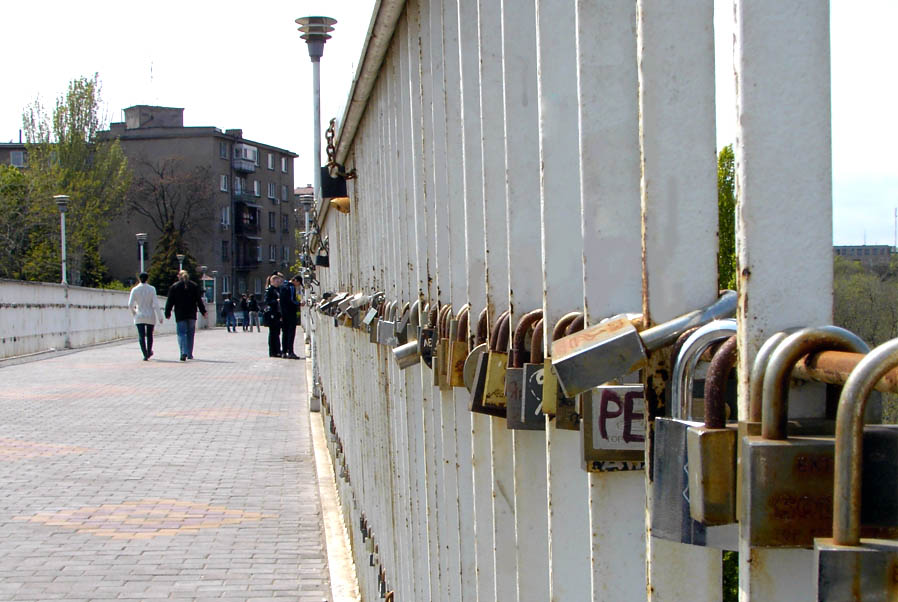
Замки кохання на Тещиного моста в Одесі
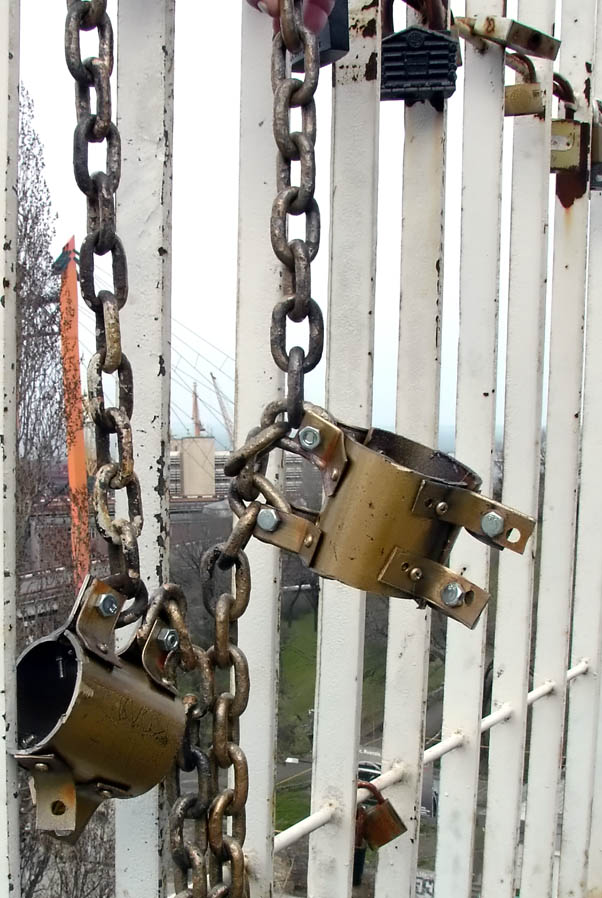
В Одесі бувають і такі «узи» кохання
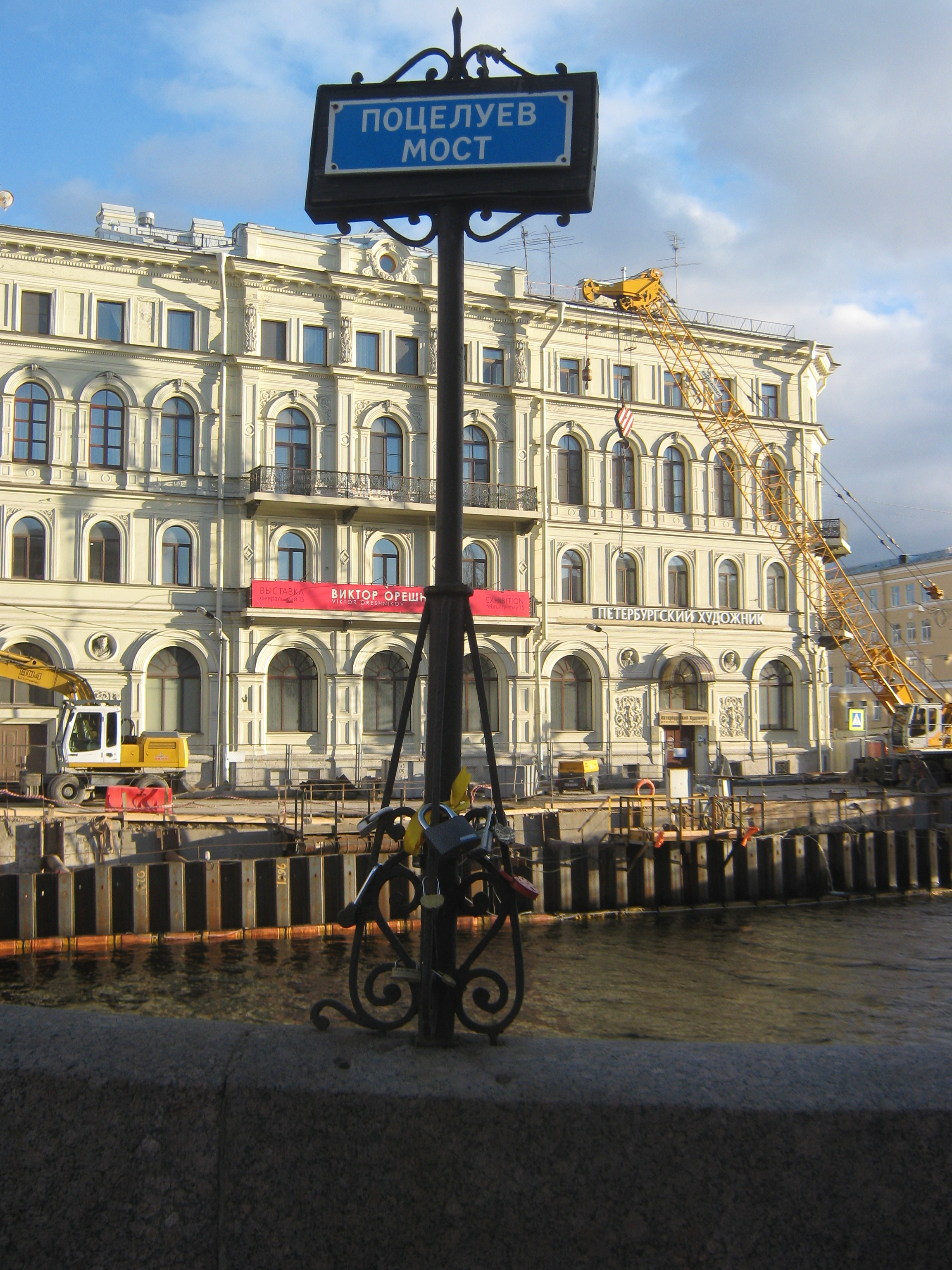
Перед мостом поцілунків в Санкт-Петербурзі

У Києві «мостом кохання» вважається міст в Маріїнському парку що з'єднує Хрещатий парк із Міським садом.